# Chílton
Chílton, en grec moderne : Χίλτον, est un quartier d'Athènes en Grèce. Il fait partie du quartier d'Ilíssia. Il doit son nom au grand hôtel Hilton (el), derrière lequel il s'est développé, entre les avenues Vasilíssis Sofías et Michalakopoúlou. Ses limites sont néanmoins floues et les quelques îlots d'habitation au nord de la Pinacothèque nationale d'Athènes sont souvent inclus dans le quartier Chílton. Le quartier est bordé au nord par Kolonáki, au sud par Pangráti et à l'est par la forêt de Syngroú. Il est desservi par les stations Mégaro Moussikís (el) et Evangelismós de la ligne 3 du métro d'Athènes et par de nombreuses lignes de bus et de trolleybus. 